# 이금민
이금민(1994년 4월 7일~)은 대한민국의 여자 축구 선수로 현재 잉글랜드 FA 여자 슈퍼리그의 브라이턴 & 호브 앨비언에서 공격수로 활동 중이다.

## 어린 시절
어렸을때부터 운동쪽에서 매우 큰 재능을 보였으며, 선생님들의 조언으로 육상 및 배드민턴 등에서 선수 활동을 했었다.
그러다 초등학생 4학년 때 친구가 보여 준 크리스티아누 호날두의 영상을 보고 그를 따라하려던 것을 계기로 축구를 시작하게 되었다.

## 구단 경력
이금민은 현대정보과학고등학교(현재의 현대공업고등학교)와 울산과학대학교를 졸업했으며 2014년 11월 4일에 열린 WK리그 드래프트에서 1순위로 지명되어 서울시청에 입단했다. 2015 WK리그 시즌에서는 18경기에 출전하여 6골, 2도움을 기록했고 2016 WK리그 시즌에서는 18경기에 출전하여 9골, 4도움을 기록했다. 2017 WK리그 시즌에서는 21경기에 출전하여 11골, 6도움을 기록했다.
이금민은 2018년에 경주 한국수력원자력으로 이적했으며 2018년 4월 23일에 열린 인천 현대제철 레드엔젤스와의 경기에 처음 출전했다. 2018 WK리그 시즌에서는 경주 한국수력원자력의 주전 공격수로 활약하면서 23경기에 출전하여 10골, 10도움을 기록했고 경주 한국수력원자력의 플레이오프 진출에 기여했다. 2019 WK리그 시즌에서는 13경기에 출전하여 11골, 4도움을 기록했고 2019년 7월 22일에 열린 보은 상무와의 WK리그 고별 경기에서 해트트릭을 기록했다. WK리그에서는 93경기에 출전하여 47골 16도움을 기록했다.
이금민은 2019년 8월 7일에 잉글랜드 FA 여자 슈퍼리그의 맨체스터 시티와 2년 계약을 체결했다. 2019년 8월 13일에는 맨체스터 시티가 공식 트위터 계정에 이금민이 동료들 앞에서 방탄소년단의 노래에 맞춰 춤을 추는 모습을 촬영한 동영상을 게재했다.
이금민은 2019년 9월 7일에 맨체스터에 위치한 시티 오브 맨체스터 스타디움에서 열린 맨체스터 유나이티드와의 FA 여자 슈퍼리그 홈 경기에서 후반전에 교체 출전하면서 데뷔했다. 이 경기는 31,213명의 관중이 입장하여 역대 FA 여자 슈퍼리그 최다 관중 기록을 수립했는데 맨체스터 시티는 맨체스터 유나이티드에 1-0 승리를 기록했다. 2019년 9월 12일에는 루가노와의 2019-20 UEFA 여자 챔피언스리그 32강 1차전에서 출전하여 UEFA 여자 챔피언스리그 무대에 데뷔했는데 맨체스터 시티는 루가노에 7-1 승리를 기록했다. 등 부상으로 인해 한동안 경기에 나서지 못했던 이금민은 2019년 10월 12일에 열린 버밍엄 시티와의 FA 여자 슈퍼리그 홈 경기에서 교체 출전하여 후반전 35분에 자신의 FA 여자 슈퍼리그 첫 골을 기록하여 맨체스터 시티의 3-0 승리에 기여했다.
이금민은 2020-21 시즌을 맞아서 2020년 7월 24일 브라이튼으로 임대되었다. 2020년 9월 6일 버밍엄을 상대로 홈에서 2-0으로 승리한 시즌 개막전에서 브라이튼 소속으로 데뷔했다.
2020년 9월 27일, 브라이튼의 버밍엄 시티와의 8강전에 FA컵 데뷔전을 치렀다.
2021년 2월 7일, 2-1 승리로 첼시의 33경기 무패 행진을 끝낸 브라이튼 팀의 일원이었다. 브라이튼에서의 첫 골은 2021년 5월 2일 레딩 원정 경기에서 헤더 득점이였다. 두 번째 득점은 35초 후에 레딩의 킥오프에서 공을 가로챈 후의 멋진 장거리 골이었다. 그런 다음 이금민은 홈에서 브리스톨과의 시즌 마지막 경기인 브라이튼의 다음 경기에서 득점을 기록했다.
이금민은 2021년 8월 맨체스터 시티에서 브라이튼으로 영구 이적을 했다 2021년 9월 5일, 웨스트 햄 유나이티드 와의 2021-22 시즌 개막전에서 알비온을 위해 득점했다 이전 시즌의 마지막 두 경기를 포함하여 지난 세 번의 WSL 경기에서 그녀의 네 번째 골이었다.

## 국가대표 경력
이금민은 태국에서 개최된 2009년 AFC U-17 여자 아시안컵에서 4경기에 출전하여 미얀마와의 조별 예선 경기에서 1골을 기록하면서 대한민국의 우승에 기여했다. 트리니다드 토바고에서 개최된 2010년 FIFA U-17 여자 월드컵에서는 6경기에 출전했고 나이지리아와의 8강전 경기에서 1골을 기록했다. 특히 여민지 선수와 함께 대한민국 대표팀의 공격을 담당하면서 대한민국의 2010년 FIFA U-17 여자 월드컵 우승에 기여했다.
이금민은 베트남에서 개최된 2011년 AFC U-20 여자 아시안컵에서 2경기에 출전했으며 오스트레일리아와의 경기에서 2골을 기록했다. 일본에서 개최된 2012년 FIFA U-20 여자 월드컵에서는 4경기에 출전하여 이탈리아와의 조별 예선 경기에서 1골을 기록하면서 대한민국의 8강전 진출에 기여했다.
이금민은 중국에서 개최된 2013년 AFC U-19 여자 챔피언십에서 5경기에 출전하여 중국과의 경기에서 1골, 조선민주주의인민공화국과의 경기에서 1골을 기록했고 대한민국의 우승에 기여했다. 캐나다에서 개최된 2014년 FIFA U-20 여자 월드컵에서는 4경기에 출전하여 멕시코와의 조별 예선 경기에서 1골을 기록하면서 대한민국의 8강전 진출에 기여했다.
이금민은 2013년 3월 6일에 열린 남아프리카 공화국과의 키프로스컵 조별 예선 경기에서 처음 출전하면서 대한민국 여자 축구 국가대표팀 선수로 데뷔했으며 해당 경기에서 자신의 국가대표팀 첫 골을 기록하면서 대한민국의 2-0 승리에 기여했다.
캐나다에서 개최된 2015년 FIFA 여자 월드컵에서는 코스타리카와의 조별 예선 경기에 교체 출전했는데 대한민국은 코스타리카와 2-2 무승부를 기록했다. 프랑스와의 16강전 경기에서는 선발 출전했으나 대한민국은 프랑스에 0-3 패배를 기록하면서 탈락했다.
이금민은 요르단에서 개최된 2018년 AFC 여자 아시안컵에서 4경기에 모두 출전하여 베트남과의 조별 예선 경기에서 1골을 기록했다. 대한민국은 해당 대회에서 5위를 기록하면서 2019년 FIFA 여자 월드컵 본선 진출 자격을 획득했다. 2018년 자카르타-팔렘방 아시안 게임에서는 홍콩과의 8강전 경기, 일본과의 준결승전 경기, 중화 타이베이와의 3·4위전 경기에 출전했고 홍콩과의 경기에서 1골, 중화 타이베이와의 경기에서 1골을 기록하여 대한민국의 여자 축구 동메달에 기여했다. 프랑스에서 개최된 2019년 FIFA 여자 월드컵에서는 조별 예선 3경기에 모두 출전했으나 대한민국은 조별 예선에서 3패를 기록하면서 탈락했다.
2023년 FIFA 여자 월드컵에 참가하게 되었다.

## 플레이 스타일
어렸을 때 크리스티아누 호날두를 좋아해 그의 모습을 따라서 저돌적인 드리블을 많이 연습했지만, 영국에 진출한 이후부터는 팀에서 요구하는 대로 드리블보다는 최전방에서 볼을 지켜주고 배급하는 등의 플레이를 하며 좀 더 안정적인 성향으로 바뀌게 되었다.

## 수상

### 국가대표
- 2009년 AFC U-16 여자 챔피언십 우승
- 2010년 FIFA U-17 여자 월드컵 우승
- 2013년 AFC U-19 여자 챔피언십 우승